# Яннопулос, Периклис
Периклис Яннопулос (1870 или 1869, Патры — 11 апреля 1910, Эгейское море) — греческий писатель и мыслитель, теоретик эллинского национализма.

## Жизнь и смерть
Яннопулос родился в 1870 году (согласно О. Е. Петруниной; по данным Б. Мерри, в 1869 году) в Патрах в семье врача. В 18 лет он уехал в Париж, где вёл разгульную жизнь (парижские дамы прозвали его Аполлоном) и зачитывался модными писателями. Вернувшись в 1893 году в Грецию, он поступил на юридический факультет Афинского университета, но вскоре оставил учёбу.
В дальнейшем Яннопулос зарабатывал на жизнь журналистикой, литературными переводами, пользовался покровительством меценатов. Постепенно чтение и перевод модных европейских авторов сменились в его жизни интересом к древнегреческим писателям и прогулками по историческим местам. Он поддерживал длительные романтические отношения с художницей Софией Ласкариду (1882—1965), но так и не вступил в брак.
В статье «Современная живопись» (1902) он провозглашал, что целью каждого произведения искусства должно быть выражение геоклиматических особенностей эллинизма.
После публикации программных статей в периодике он погрузился в работу над трактатами «Новый дух» (1906) и «Воззвание ко всегреческой общественности» (1907). После выхода этих работ Яннопулос был разочарован, посчитав, что его идеи не нашли поддержки в обществе.
Поделившись с друзьями своими мыслями о самоубийстве и рассказав, каким образом его совершит, 10 апреля 1910 года он направил им открытку с обуздывающим коня юношей (одна из скульптур Парфенона). На следующее утро Яннопулос, взяв с собой монетку для Харона и умастившись благовониями, в белой одежде с венком из полевых цветов на голове поскакал верхом в открытое море (залив Скараманга близ Элевсина) и вскоре выстрелил себе в висок. Конь примчался на берег, сбросив тело седока. Труп выбросило на берег через две недели.

## Творчество
Для обозначения общности греков начиная с древнейших времен Яннопулос предпочитал использовать выражение «эллинская раса». По его убеждению, эта раса, раса настоящего человека, «прекраснейший цветок», порождена эллинской землей, «самой кроткой и человеколюбивой»; все остальные земли могли породить только человекообразных существ.
Рассуждая о расе, Яннопулос выделял прежде всего культурное единство, хотя и утверждал неизменность антропологического типа греков. Двумя важнейшими свойствами греков Яннопулос называл эгоизм и тягу к перемене мест (запечатлённые Гомером в образах соответственно Ахилла и Одиссея).
Критикуя существовавшие труды по греческой истории (особенно он возражал против негативной трактовки Византии), Яннопулос утверждал, что её исследование должно проводиться, во-первых, на основе совокупного рассмотрения всех эпох, а во-вторых, с опорой на знание особенностей грека.
Символом пространственно-временного единства эллинской расы для Яннопулоса служила фигура великого завоевателя Александра, при котором эллинизм приступил к гуманизации ойкумены. Однако идеальные условия для развития расы возникли только в Византии благодаря гармонии национального и религиозного начал.
Вопреки представлениям, связывавшим новогреческое возрождение и создание независимого государства с идеями Просвещения, Яннопулос утверждал, что подлинное национальное Возрождение в Греции еще не наступило. В начале XX века греки пребывают в глубоком упадке и летаргическом сне, в небольшом греческом государстве господствует «дух лавочников», на «исконно греческие» земли претендуют славяне. А подавляющий духовную культуру греков западный мир создал только псевдоцивилизацию.
Яннопулос верил, что за подъемом национального самосознания должно последовать создание национального государства, после чего эллинская раса станет гегемоном развития человечества и образцом для подражания «низших рас».
По его мнению, христианство было создано греками для просвещения варварских народов греческой культурой. Но позже унифицирующая сила христианства обернулась против греков, нивелировав их национальное чувство. Особенно активно Яннопулос выступал против монашества, призывавшего народ к терпению. Яннопулос верил, что в будущем христианство будет преобразовано, и греки снова станут поклоняться Матери-Земле и исконным богам. Отрицая загробную жизнь, он признавал лишь коллективное бессмертие — в виде национального духа.